# Pothyne luzonica
Pothyne luzonica là một loài bọ cánh cứng trong họ Cerambycidae.